# 青島広志
青島 広志（あおしま ひろし、1955年〈昭和30年〉3月31日 - ）は、日本の作曲家。

## 人物
東京都出身。文京区立茗台中学校、玉川学園高等部を経て1980年、東京芸術大学および大学院修士課程を首席で修了。池内友次郎、宍戸睦郎、矢代秋雄、林光らに師事する。主に合唱曲・歌曲・管弦楽曲などを作曲。作曲家の他にも編曲家・ピアニスト・指揮者・司会者・イラストレーター・少女漫画研究家としても活動するマルチタレント。1978年および1983年笹川賞創作曲コンクール合唱部門1位。東京芸術大学講師・洗足学園音楽大学客員教授・東京都立芸術高等学校講師・都留文科大学元講師。東京室内歌劇場運営委員、日本現代音楽協会、作曲協議会会員。

## 代表作品

### 合唱作品
- 混声/男声/女声合唱組曲「マザーグースの歌」
- ア・カペラ男声合唱とナレーターのための「ギルガメシュ叙事詩」～出発の巻～、同～帰郷の巻～[注釈 1][注釈 2]
- 女声・児童合唱「狩人アレン」（編曲）
- 混声三部合唱「森の狩人アレン」（編曲）
- 混声三部・児童合唱「深い森の中で」（作詞/編曲）
- 女声合唱とピアノのための 愛のギリシア神話 I
- 混声/女声/男声合唱曲「青春のノートブック」（第52回NHK全国学校音楽コンクール高等学校の部課題曲）
- 混声三部合唱/女声三部合唱曲「トマトの夕焼けスープ」（第54回NHK全国学校音楽コンクール中学校の部課題曲）
- 混声四部合唱曲「名古屋トワイライト」（編曲）

### 管弦楽作品
- 管弦楽曲「イソップ動物記」
- 管弦楽曲「モチモチの木」
- ゆきだるま三章
- コラール変奏曲
- オーケストラのための子守歌
- 神田川の主題によるピアノ協奏曲

### オペラ作品
- 「黄金の国」（東京芸術大学大学院修了作品・第13回佐川吉男音楽賞受賞）[1]
- 「火の鳥 黎明編」[2]
- 「火の鳥 ヤマト編」[3]
- 「黒蜥蜴」[4]
- 「龍の雨」（印旛沼の伝説が題材）[5][6]
- 「サド侯爵夫人」（三島由紀夫原作）[7][8]
- オペレッタ
  - 《夜だけまほう使い》
  - 《海賊船長の子守歌》
  - 《ハロー！ドラキュラ》

### マンドリンオーケストラ作品
- アール・デコ組曲

### ピアノ作品
- ピアノのための泰西名画集
- ソナチネ 日本風
- 組曲《オリンポスは笑う》

### 吹奏楽作品
- 行進曲 普門バンドフェスティヴァル 1987（東京佼成ウインドオーケストラ委嘱作品）
- フルバンドのための「パレード」（玉川学園高等部吹奏楽団委嘱作品）
- モッピーのマーチ

## 著書
- 『ブルー・アイランド氏のプリマ<モ>とご相伴』東京音楽社 1992　ショパン 1996
- 『青島広志の楽典ノススメ』音楽之友社 1993
- 『青島広志の作曲ノススメ』音楽之友社 2000
- 『ブルー・アイランド氏の音楽家ってフシギ』東京書籍 2002
- 『作曲家の発想術』講談社現代新書 2004
- 『青風徒然草 ブルーアイランド博物誌』音楽之友社 2004
- 『オペラ作曲家によるゆかいでヘンなオペラ超入門』講談社+α新書 2005
- 『やさしくわかる楽典 クラシック音楽をもっと楽しむ!』日本実業出版社 2005
- 『青島広志のモーツァルトに会いたくて』学習研究社 2006
- 『音楽名曲絵画館 ブルーアイランド氏のピアノ名曲の旅』絵・文 ショパン 2006
- 『はじめよう!合唱 あなたにそっと教える発声から指揮まで』著・イラスト 全音楽譜出版社 2006
- 『青島広志でございます!』文・絵 学習研究社 2007
- 『運命からピーターと狼まで ブルー・アイランド名曲事典』明治図書出版 2007
- 『クラシックで世界一周』幻冬舎 2007
- 『あなたも弾ける!ピアノ曲ガイド 青島広志のアナリーゼ付き』学習研究社 2008
- 『シューベルトとウィーンの音楽家たち』学習研究社 2008
- 『青島広志の楽器のおはなし しくみから雑学まで』学習研究社 2009
- 『究極の楽典 最高の知識を得るために』全音楽譜出版社 2009
- 『ブルー・アイランド氏のクラシック質問帖』東京書籍 2009
- 『音楽家をめざす人へ』ちくまプリマー新書 2011
- 『誰でもできるやさしい作曲術。 「やりたい」と思ったら、必ずできるようになる! 45分でわかる!』マガジンハウス 2011
- 『ヨーロッパの忘れもの』文・絵 学研パブリッシング 2011
- 『ピアノ初見のうまくなる本』ショパン 2012
- 『ブルー・アイランド先生のがくふのほん』え・ぶん ネット武蔵野 2012
- 『クラシック漂流記 ブルー・アイランド氏は大忙し!』中央公論新社 2013
- 『名曲の完成図 楽曲の分類から表現に導く』全音楽譜出版社 2013
- 『名曲の設計図 音楽の秘密を形式からひも解く』全音楽譜出版社 2013
- 『オーケストラまるかじり ブルー・アイランド版』中央公論新社 2014
- 『音楽辞典 ブルー・アイランド版』学研パブリッシング 2014
- 『うたってきいて 名曲鑑賞美術館』絵・文 全音楽譜出版社 2015
- 『合唱コーラスまるかじり ブルー・アイランド版』中央公論新社 2015
- 『少女漫画交響詩』新日本出版社 2015
- 『ビリティスの唄　少女の季節 青島広志〈歌曲〉集』文・イラスト 学研パブリッシング 2015
- 『ブルー・アイランド先生のクラシックの時間ですよ!』学研プラス 2016
- 『決定版 美しい伴奏による唱歌50選』学研プラス 2019
- 『決定版 美しい伴奏による外国唱歌50選』学研プラス 2019

### 共編著
- 『青島広志のすてきな輪唱』安藤應次郎共編 音楽之友社 2008
- 『声ってステキ! あなただけの声を育てる本』小野勉共著 主婦と生活社 2010
- 『オペラへご招待! 魅力の名作オペラ10選』水野英子画 学研パブリッシング 2012

## 出演

### テレビ
- 題名のない音楽会
- ゆかいなコンサート
- ソロモン流
- チューボーですよ! - 2011年12月10日放送
- 世界一受けたい授業
- タモリ倶楽部 - 2005年5月6日放送 「ジョン・ケージのこれどうやって弾くの!?」
  - 進行：ほんこん、ゲスト：清水ミチコ、まこと、ソプラノ協演：横山美奈、ナレーション：武田広
- その他ゲスト出演多数。

### ラジオ出演
- NHK高校講座
- 大沢悠里のゆうゆうワイド（TBSラジオ、- 2016年4月） - 火曜日:『ゆうゆうクラシックサロン』